# Alla 4
Alla 4, som spelade 1960–1961, var en Knäppupp-produktion med bland andra Povel Ramel på scen. Povel Ramel svarade också för musiken och de flesta texterna, och för regin svarade Hans Dahlin. Yngve Gamlin stod för dekoren och Leif Asp var kapellmästare.
Alla 4 hade premiär på Idéonteatern i Stockholm den 17 december 1960 och spelade där till den 3 april 1961. Den 10 maj–17 september 1961 skedde tältturnén över hela Sverige, då under namnet Semestersångarna och med delvis ändrat innehåll. Mille Schmidt regisserade och Jackie Söderman svarade för koreografin till Semestersångarna.

## Medverkande
Gunwer Bergkvist, Brita Borg, Martin Ljung, Povel Ramel, Hans Alfredson (endast i tältturnén), Nancy Åkerblom (endast i tältturnén) med flera.

## Revynummer (i urval)
- 1-2-3-4-stopp (Brita, Gunwer, Povel, Martin)
- The show must go on (Povel, Hans)
- Spelhålan på Stadt (Hans, Martin, Nancy)
- Karl Nilsson (Povel)
- Vindflöjeln (Povel, Brita)
- Sluppen italienare (Povel)
- Teater à la carte (Nesteatern) (Hans, Gunwer, Povel, Martin, Brita)
- Rymdraketvalsen (Povel)
- Sommartrivialiteter (Povel)
- Torstigste bröder (Povel)
- Familjen samlad (Brita, Gunwer, Povel, Martin)
- Vi ska aldrig glömma (Brita, Gunwer, Povel, Martin)